# Wojewódzki Szpital Rehabilitacyjny dla Dzieci w Jastrzębiu-Zdroju

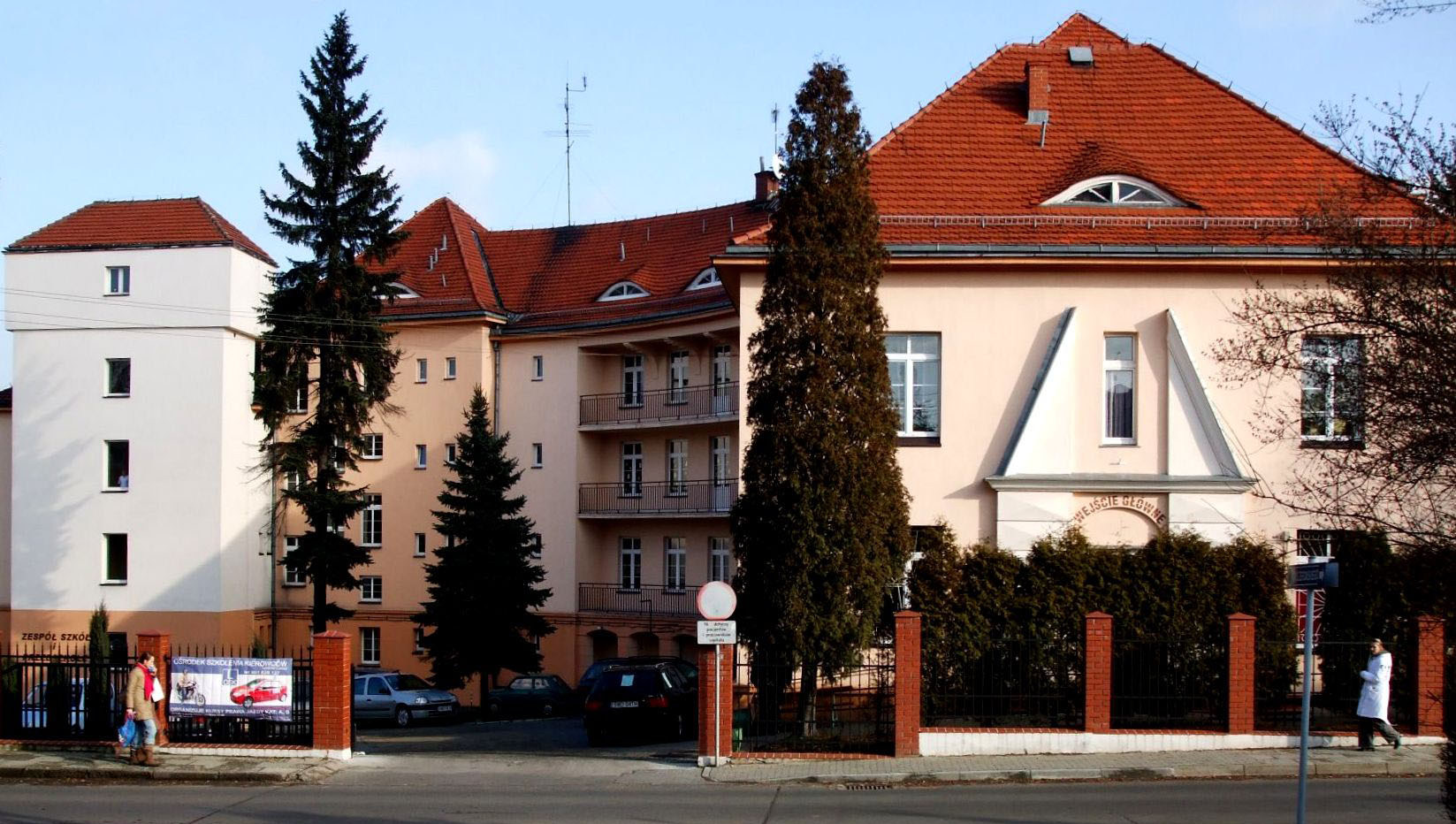
Widok od strony ulicy

Wojewódzki Szpital Rehabilitacyjny dla Dzieci znajduje się przy ul. Kościuszki w dzielnicy Zdrój.
Szpital posiada poradnię oraz dwa oddziały rehabilitacyjne. Zakres usług medycznych obejmuje także tzw. wczesną interwencję (dzieci do 18 miesiąca życia).
Oprócz szpitala w budynku znajduje się także zespół szkół i przedszkole. Budynek powstał w 1928 roku jako sanatorium "Fundacji dla Inwalidów Wojennych i Powstańczych im. J. Piłsudskiego". Koszt budowy wyniósł 756 tys. zł łącznie z wyposażeniem. Teren pod budowę bezpłatnie przekazali bracia Witczakowie. Podczas okupacji budynek jak większość obiektów sanatoryjnych zamieniono na szpital wojskowy. W 1950 roku budynek sanatorium został przejęty przez Wojewódzki Zakład Rehabilitacji dla Dzieci Niepełnosprawnych. W roku 1952 poszerzono zakres leczenia dzieci po chorobie Heinego-Medina. W roku 2004 dobudowano windę.

## Leczenie
- choroby układu kostno-stawowego, mięśniowego i tkanki łącznej
- choroby układu nerwowego
- urazy
- zatrucia
- wady rozwojowe wrodzone
- choroby krwi
- nowotwory